# 秦再雄
秦再雄，北宋初年湖南辰州（今湖南省沅陵县）瑶人首领。
秦再雄为人刚直，身高七尺，武艺超群，有谋略，附近瑶人多为所服。五代末年为周行逢时部将，屡立战功。宋太祖乾德元年（963年），宋朝平定湖南。为了进一步巩固对瑶族地区的统治，太祖赵匡胤召见秦再雄，察其可用，并授他为辰州刺史。封其子为殿直，准其“自辟吏属，予一州租赋”，以镇抚瑶人。秦再雄亲自训练三千苗瑶精兵，都能够披甲渡水，历山飞堑，像猿猴一样敏捷。又派亲校二十人分使各地，布谕朝廷怀抚之德，招抚武陵五溪各地少数民族，致使瑶人纷纷归附，湘西一带五州（溪州、辰州、锦州、奖州、叙州）数千里赖以安定。受到太祖赵匡胤赞赏，被加封为辰州团练使。秦再雄坐镇辰州十五年，殚精竭虑，恪尽职守。终太祖世相安无事。